# Bochumer Straße 50 (Herne)

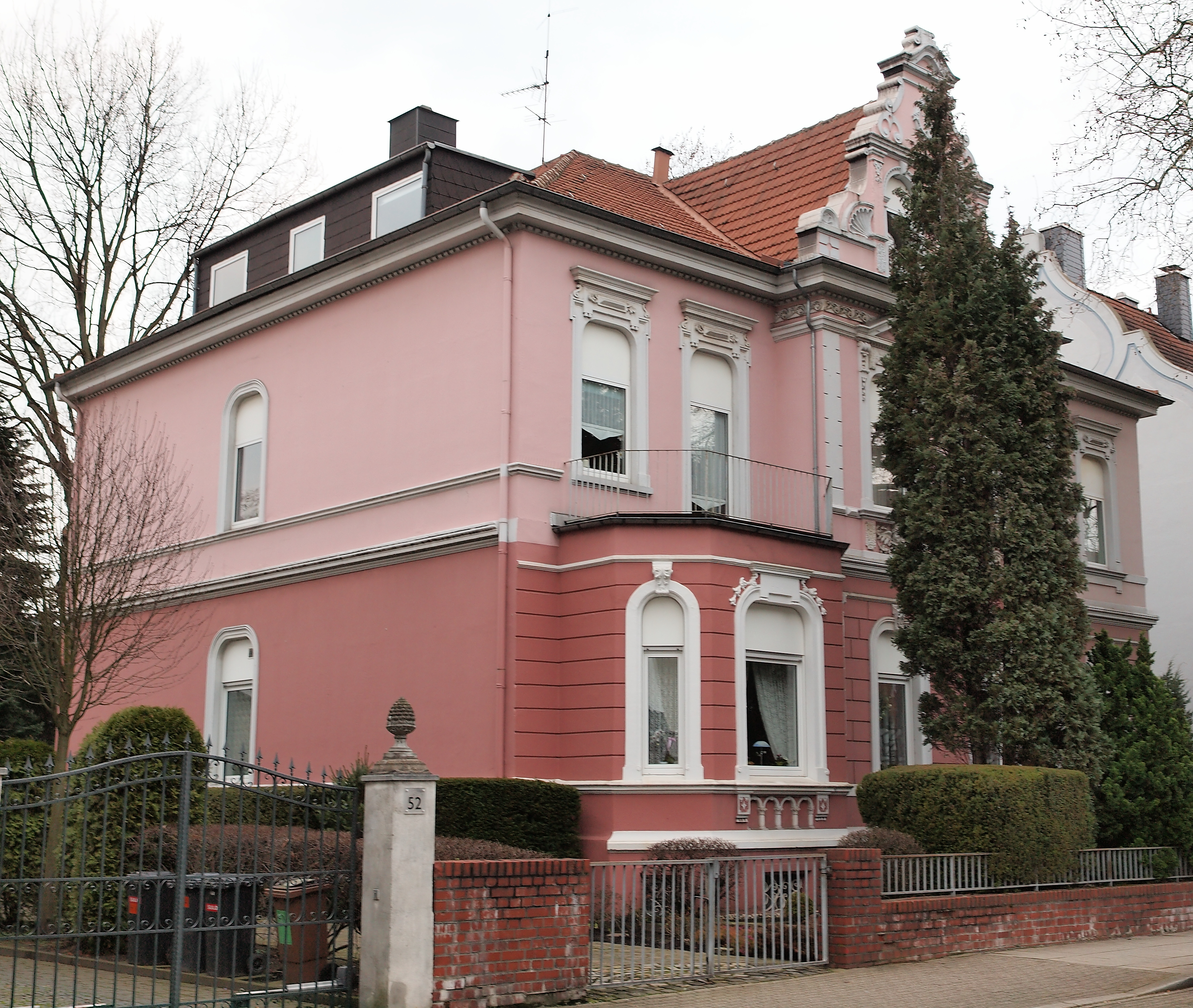
Ansicht 2014

Die Villa Bochumer Straße 50 in Herne ist ein unter Denkmalschutz stehendes Baudenkmal. Die an der Westseite der Bochumer Straße, in deren Teilbereich zwischen Kronprinzenstraße und Otto-Hue-Straße, befindliche Villa, entstand im Jahr 1897 nach einem Entwurf des Herner Architekten Peter Otzen in den Stilformen der Neorenaissance.

## Geschichte
Der die Villa planende Architekt Peter Otzen, dessen Œuvre weitgehend unbekannt ist, legte 1895 ebenfalls im Stil der Neorenaissance einen Entwurf zu Umbau und Erweiterung des Amtshauses des Amtes Herne, Steinweg 3 (heute An der Kreuzkirche) Ecke Schulstraße (Lage) vor, der jedoch nicht seine Realisierung fand. An der Kreuzkirche nimmt die Bochumer Straße ihren Anfang, für die Otzen zwei Jahre darauf die zweigeschossige, freistehende Villa von sechs zu drei Achsen ausarbeitete.

## Beschreibung
Das Villengrundstück umfasst heute knapp 1500 m² bei einer Tiefe von annähernd 53 Meter und einer mittleren Breite von gut 28 Meter. Die Villa kommt mit ihrer Vorderfront ca. fünf Meter hinter der Straßenflucht (vor deren Verbreiterung gut acht Meter) zu stehen. In der Grundfläche überdeckt der, mit etwa 16 zu 14 Meter (Breite mal Tiefe) rechtwinklige und nach oben mit einem Walmdach abgeschlossene Bau rund 295 m². Die Schauseite ist dreiteilig zu je zwei Achsen gegliedert. Zur linken ist im Erdgeschoss ein Erkervorbau angefügt und mittig springt um einen Meter ein im Dachgeschoss übergiebelter Mittelrisalit vor. Zur rechten Gebäudeseite befindet sich ein Eingangsvorbau, der auch das Treppenhaus aufnimmt. Rückwärtig ist zur rechten ein Anbau jüngeren Datums, am Grundstücksende liegt in der linken Ecke eine Garage.
Die Eintragung des Gebäudes Bochumer Straße 50 in die Denkmalliste der Stadt Herne erfolgte am 10. Oktober 1985 (Denkmal Nr. A 11).